# Xenosiphonaphis conandri
Xenosiphonaphis conandri är en insektsart. Xenosiphonaphis conandri ingår i släktet Xenosiphonaphis och familjen långrörsbladlöss. Inga underarter finns listade i Catalogue of Life.